# Dimitrij Nazarov
Dimitrij Nazarov, dit Dima Nazarov (en azéri : Dmitriy Nazarov), né le 4 avril 1990 à Krasnoarmeïsk au Kazakhstan, est un footballeur international azerbaïdjanais, d'ethnie russe et naturalisé allemand, qui évolue au poste de milieu offensif au FC Erzgebirge Aue. 
Il compte 43 sélections et 8 buts en équipe nationale depuis 2014.

## Biographie
Lorsqu'il a un an, à la dislocation de l'URSS, sa famille déménage en Allemagne et elle prend la citoyenneté allemande. Dimitrij commence à jouer au football à Worms.

### Carrière de joueur
Il commence à jouer au VfR Wormatia Worms.
Il dispute 55 matchs en deuxième division, pour 8 buts inscrits, et 36 matchs en troisième division, pour 6 buts inscrits (statistiques arrêtées au 11 septembre 2015).

### Carrière internationale
Dimitrij Nazarov compte 43 sélections et 8 buts avec l'équipe d'Azerbaïdjan depuis 2014. 
Il est convoqué pour la première fois par le sélectionneur national Berti Vogts pour un match amical contre les États-Unis le 27 mai 2014 (défaite 2-0). Par la suite, le 9 septembre 2014, il inscrit son premier but en sélection contre la Bulgarie, lors d'un match des éliminatoires de l'Euro 2016 (défaite 2-1).